# Tobias Alfvén
Aron Tobias Alfvén, född 12 februari 1972 i Katarina församling, Stockholm är en svensk barnläkare och forskare verksam vid Sachsska barn- och ungdomssjukhuset och Karolinska Institutet. Sedan 2020 är han ordförande för Svenska Läkaresällskapet.